# Martha Jefferson Randolph
Cet article concerne la fille de Thomas Jefferson. Pour l'article sur sa mère, voir Martha Wayles Skelton Jefferson.
Martha Jefferson Randolph, née le 27 septembre 1772 à Monticello, près de Charlottesville et morte le 10 octobre 1836, est la fille aînée du troisième président des États-Unis Thomas Jefferson et de sa femme Martha Wayles.

## Biographie
Née à Monticello, elle est baptisée Martha en l'honneur de Martha, la femme de George Washington. 
Elle fréquente les écoles de Philadelphie, puis de Paris, lorsque son père est ambassadeur des États-Unis en France.   
En 1790, elle se marie avec Thomas Mann Randolph Jr., avec lequel elle a 12 enfants : 
- Anne Cary Randolph (1791 - 1826) ;
- Thomas Jefferson Randolph (1792 - 1875) ;
- Ellen Wayles Randolph (1794 - 1795) ;
- Ellen Wayles Randolph (1796 - 1876), épouse de Joseph Coolidge ;
- Cornelia Jefferson Randolph (1799 - 1871) ;
- Virginia Jefferson Randolph (1801 - 1882) ;
- Mary Jefferson Randolph (1803 - 1876) ;
- James Madison Randolph (1806 - 1834) ;
- Benjamin Franklin Randolph (1808 - 1871) ;
- Meriwether Lewis Randolph (1810 - 1837), époux d'Elizabeth Martin, remariée en 1841 à Andrew Jackson Donelson ;
- Septimia Anne Randolph (1814 - 1887) ;
- George Wythe Randolph (1816 - 1867).

De 1801 à 1809, elle joue le rôle de Première dame des États-Unis, pendant les deux mandats présidentiels de son père, qui est veuf.
Seul enfant de Jefferson à lui survivre, elle reçoit sa propriété de Monticello et a du mal à la vendre à James T. Barclay en 1831. Elle meurt dans sa propriété de Edgehill dans le comté d'Albemarle à l'âge de 64 ans.

## Annexe